# Viktor Preiss
 (mars 2025).
Si vous disposez d'ouvrages ou d'articles de référence ou si vous connaissez des sites web de qualité traitant du thème abordé ici, merci de compléter l'article en donnant les références utiles à sa vérifiabilité et en les liant à la section « Notes et références ».
Pour les articles homonymes, voir Preiss.
Viktor Preiss, né le 13 mars 1947 à Prague, est un acteur tchèque.

## Biographie
Viktor Preiss  passe son enfance dans le quartier Karlín à Prague. Il sort du lycée de Říčany et, pendant ses études, il écrit et dessine pour le magazine de l'école, se consacre à la récitation et se produit dans un groupe de théâtre amateur. Diplômé de la Faculté de théâtre de l'Académie tchèque des arts de la scène en 1969. Il fait ses premiers pas devant la caméra en 1973 sous la direction de Jaroslav Balík dans Milenci v roce jedna.

## Filmographie
cinéma
- 1973 : Milenci v roce jedna de Jaroslav Balík : Pavel Krouza
- 1980 : Romaneto de Jaroslav Soukup : Jakub Arbes
- 1984 : S čerty nejsou žerty de Hynek Bočan : administrateur
- 1993 : Svatba upírů de Jaroslav Soukup : Kronberg
- 1994 : Andělské oči de Dušan Klein : Viktor
- 1994 : V erbu lvice de Ludvík Ráža : Václav I
- 2001 : Tmavomodrý svět de Jan Svěrák : major Skokan
- 2001 : Anděl Páně 2 de Jiří Strach : juge
- 2021 : Matky de Vojtěch Moravec : père d'Elišča

télévision
- 1992 : L'Homme qui grimpait (Ach, ty vraždy!) de Jiří Strach : Sherlock Holmes
- 2010 : Les Enquêtes de Kveta (Šplhající Profesor), série policière de Zdeněk Zelenka : : Pr Sodomka[1]